# 미리암 모르겐슈테른
미리암 모르겐슈테른(Miriam Morgenstern, 1987년 5월 20일 ~ )은 독일의 배우이자 가수이다.

## 출연 작품
- 썸머 스톰 (2004)